# Clarence Thomas Delgado
Pour les articles homonymes, voir Delgado.
Clarence Thomas Delgado (1953-) est un cinéaste et scénariste sénégalais.

## Biographie
Né le 9 août 1953 à Dakar, Clarence Thomas Delgado est issue d'une famille originaire du Cap-Vert. Il effectue ses études primaires et secondaires à Dakar. 
Il suit son oncle dans ses multiples déplacements alors que ce dernier, était Premier Conseiller à l'ambassade du Sénégal en Suisse et en Algérie puis ambassadeur au Portugal. Au Portugal, il étudie la mise en scène et la production à l'Institut du Cinéma Portugais.  
Il travaille comme opérateur de prises de vues au Centre de la Radio Télévision Algérienne (1977). 
De retour au Sénégal, il rencontre Paulin Soumanou vieyra avec qui il travaille sur le film en 1981 sur le film En résidence surveillé comme assistant. 
Réalisateur du long métrage, Niiwam, il a également été assistant sur le tournage de plusieurs courts et longs métrages, dont Camp de Thiaroye (Ousmane Sembène, 1987), Les Caprices d'un fleuve (Bernard Giraudeau, 1996) ou Moolaadé (Ousmane Sembène, 2004). Il a par ailleurs produit L'Appel des arènes (Cheikh Ndiaye, 2005).
Clarence Delgado est le président des Cinéastes sénégalais associés (CINESEAS),.

## Filmographie (comme réalisateur)
- 1988 : Niiwam

## Référence